# Кршикла
Кршикла (хорв. Kršikla) — населений пункт у Хорватії, в Істрійській жупанії у складі міста Пазин.

## Населення
Населення за даними перепису 2011 року становило 48 осіб.
Динаміка чисельності населення поселення:

## Клімат
Середня річна температура становить 13,23 °C, середня максимальна – 26,75 °C, а середня мінімальна – -1,41 °C. Середня річна кількість опадів – 1008 мм.
| Клімат поселення                              | Клімат поселення | Клімат поселення | Клімат поселення | Клімат поселення | Клімат поселення | Клімат поселення | Клімат поселення | Клімат поселення | Клімат поселення | Клімат поселення | Клімат поселення | Клімат поселення | Клімат поселення |
| Показник                                      | Січ.             | Лют.             | Бер.             | Квіт.            | Трав.            | Черв.            | Лип.             | Серп.            | Вер.             | Жовт.            | Лист.            | Груд.            |                  |
| Середній максимум, °C                         | 9,66             | 10,90            | 13,96            | 17,35            | 22,32            | 26,32            | 26,75            | 26,06            | 21,86            | 17,20            | 12,33            | 8,75             |                  |
| Середня температура, °C                       | 4,12             | 5,37             | 8,42             | 11,82            | 16,78            | 20,80            | 23,16            | 22,46            | 18,28            | 13,62            | 8,74             | 5,18             |                  |
| Середній мінімум, °C                          | −1,41            | −0,16            | 2,90             | 6,28             | 11,25            | 15,27            | 19,58            | 18,88            | 14,70            | 10,03            | 5,17             | 1,58             |                  |
| Норма опадів, мм                              | 74               | 60               | 72               | 82               | 72               | 85               | 59               | 87               | 94               | 116              | 114              | 93               |                  |
| Середньомісячна швидкість вітру, м/с          | 1.38             | 1.68             | 1.90             | 1.97             | 1.78             | 1.70             | 1.69             | 1.59             | 1.49             | 1.57             | 1.59             | 1.49             |                  |
| Середньомісячна сонячна радіація, кДж/м²·день | 4424             | 7313             | 10612            | 14951            | 19262            | 20877            | 21954            | 18927            | 13960            | 8955             | 4898             | 3702             |                  |
| --------------------------------------------- | ---------------- | ---------------- | ---------------- | ---------------- | ---------------- | ---------------- | ---------------- | ---------------- | ---------------- | ---------------- | ---------------- | ---------------- | ---------------- |
| Джерело:                                      |                  |                  |                  |                  |                  |                  |                  |                  |                  |                  |                  |                  |                  |